# Перегрупування Брука
Перегрупува́ння Бру́ка — міграція силіційорганічної групи, при якій зникає зв'язок Si-C та утворюється зв'язок Si-O. Рушійною силою є утворення особливо термодинамічно стабільного зв'язку Si-O.

## Загальний огляд
У 1950х роках Генрі Гілман із співробітниками досліджував реакції трифенілсилілкалію (Ph3SiK) з карбонільними сполуками в полярних розчинниках. Було знайдено, що в реакціях з аліфатичними карбонільними сполуками утворюються третинні силаспирти у той час як з ароматичними карбонільними сполуками утворюються алкоксисилани (сила-етери). Гілман запропонував механізм, згідно з яким відбувається безпосереднє приєднання силільного аніона до атома кисню карбонільної групи, яке він назвав зворотним приєднанням (англ. reverse addition) на відміну від типового приєднання карбометалічних сполук до атому вуглецю карбонільної групи. У 1974 році Адріан Гіббс Брук довів, що незалежно синтезовані третинні силаспирти перетворюються в алкоксисилани дією каталітичної кількості основи. Ця ізомерізація зазвичай називається 1,2-перегруппуванням Брука.

## Механізм
Бруком було відзначено, що заміна аліфатичних замісників при атомах Карбону та Сіліцію на ароматичні прискорює збільшує швидкість перегрупування. Цей ефект більш виражений для замісників при атомі Карбону, ніж для замісників при атомі Силіцію.

## Ретро-перегрупування Брука
Ретро-перегрупування Брука — міграція силіційорганічної групи, при якій зникає зв'язок Si-O та утворюється зв'язок Si-C. Рушійною силою є зникнення карбаніона, та утворення більш стабільного алкоголят-аніона.